# جان لیونز

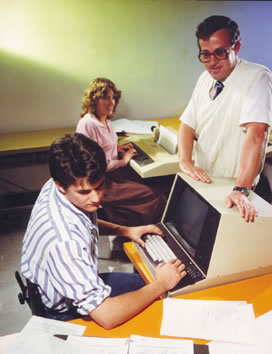
جان لیونز به همراه دانشجویانش در سال ۱۹۸۰

جان لیونز (به انگلیسی: John Lions) (زاده ۱۹ ژانویه ۱۹۳۷ - درگذشت در ۵ دسامبر ۱۹۹۸) دانشمند علوم رایانه اهل استرالیا بود. او بیشتر به خاطر نوشتن کتاب تفسیری بر ویرایش ۶ یونیکس توسط لیونز، به همراه کد منبع شناخته می‌شود. لیونز در این کتاب کدهای منبع سیستم‌عامل یونیکس را به زبان ساده تشریح می‌کند. به این کتاب گاهی اوقات «کتاب لیونز» هم گفته می‌شود.
لیونز مدرک خود را با درجهٔ ممتاز از دانشگاه سیدنی در سال ۱۹۵۹ دریافت کرد. پس از پر کردن یک درخواست‌نامه، یک بورسیه تحصیلی در دانشگاه کمبریج به او داده شد و در سال ۱۹۶۳ دکترای خود را در رشته مهندسی کنترل از آن دانشگاه دریافت کرد. پس از فارغ‌التحصیلی در KCS Ltd در تورنتو کانادا مشغول به کار شد.
او علاوه بر نوشتن کتاب مشهورش، گروه کاربران یونیکس استرالیا را بنیان نهاد و از سال ۱۹۸۴ تا ۱۹۸۶ رئیس آن بود. لینوز با همسرش Marianne ازدواج کرد و از او دو فرزند به نام‌های کاترین و الیزابت داشت.